# یانی سولانما
یانی سولانما (فنلاندی: Jani Sullanmaa؛ زادهٔ ۱۹ دسامبر ۱۹۸۱) ورزشکار کرلینگ اهل فنلاند بود.